# Singafrotypa
Genre
Singafrotypa est un genre d'araignées aranéomorphes de la famille des Araneidae.

## Distribution
Les espèces de ce genre se rencontrent en Afrique subsaharienne.

## Liste des espèces
Selon World Spider Catalog (version 17.0, 27/03/2016) :
- Singafrotypa acanthopus (Simon, 1907)
- Singafrotypa mandela Kuntner & Hormiga, 2002
- Singafrotypa okavango Kuntner & Hormiga, 2002
- Singafrotypa subinermis (Caporiacco, 1940)

## Publication originale
- Benoit, 1962 : Monographie des Araneidae-Gasteracanthinae africains (Araneae). Annales du Musée Royal de l'Afrique Centrale, vol. 112, p. 1-70.